# Échos d’Orient
Échos d’Orient – czasopismo bizantynologiczne wydawane w latach 1897–1943. 
Wydawcą czasopisma był zakon assumpcjonistów. Siedziba znajdowała się w Kadikoy (przedmieście Konstantynopola), później zaś Bukareszt. Rocznik ukazywał się pierwotnie pod nazwą: "Revue Trimestrielle d'Histoire, de Geographie et de Liturgie Orientales". W 1943 roku periodyk został przekształcony w Revue des études byzantines.